# Провиденс (телесериал)
«Провиденс» (англ. Providence) — американская многосерийная драма с Мелиной Канакаредес в главных ролях, транслировавшаяся на канале NBC с 9 января 1999 года по 20 декабря 2002-го — всего было отснято пять полных сезонов, 96 серий. В съёмках были задействованы многие режиссёры, сценарии для разных серий писали разные сценаристы.

## Сюжет
События сериала разворачиваются вокруг доктора Сидни Хансен, которая бросает престижную работу пластического хирурга в одной из клиник Беверли-Хиллз и возвращается к семье в свой родной город Провиденс. Там девушка живёт вместе с отцом Джимом, братом Робби, сестрой Джоанн, и дочерью сестры Ханной. Всё семейство обитает в большом доме, который является по совместительству ветеринарной клиникой и служит тем самым семейному бизнесу. Мать Сидни умирает в самой первой серии, но, тем не менее, продолжает посещать девушку в виде призрака, помогая ей различными советами. Сериал заканчивается весьма неожиданно, двухсерийным свадебным эпизодом. Оставляющая вопросы концовка была задумана каналом NBC специально, так как в марте 2003 года они планировали начать съёмки продолжения. Однако планы сорвались, когда от участия в шестом сезоне отказались некоторые ключевые актёры, в том числе главная актриса Мелина Канакаредес.

## Рейтинги
| Сезон | Премьера         | Финал           | Показ     | Рейтинг | Зрители (в млн) |
| ----- | ---------------- | --------------- | --------- | ------- | --------------- |
| 1-й   | 8 января 1999    | 21 мая 1999     | 1999      | #18     | 13,9            |
| 2-й   | 24 сентября 1999 | 19 мая 2000     | 1999—2000 | #25     | 13,14           |
| 3-й   | 20 октября 2000  | 18 мая 2001     | 2000—2001 | #43     | 11,5            |
| 4-й   | 28 сентября 2001 | 10 мая 2002     | 2001—2002 | #36     | 11,4            |
| 5-й   | 4 октября 2002   | 20 декабря 2002 | 2002      | #39     | 10,9            |